# 感染経路

粒子状物質の分類（マイクロメートル）

感染経路（かんせんけいろ、英: route of infection）は、感染を生じた個体や環境中に存在する病原体が、未感染の個体に到達して新たに感染を起こす経路をいう。病原体によっては複数の感染経路を介して感染を生じる場合もある。伝染病をはじめとした集団感染や院内感染の予防など感染管理上は病原体を突き止め感染源を割り出すことも重要だが、何よりも感染経路を絶たなければ終息は図れない。
接触感染
皮膚と粘膜・創の直接的な接触、あるいは中間に介在する環境などを介する間接的な接触による感染経路を指す。
飛沫感染
病原体を含んだ大きな粒子（５ミクロンより大きい飛沫）が飛散し、他の人の鼻や口の粘膜あるいは結膜に接触することにより発生する。飛沫は咳・くしゃみ・会話などにより生じ、飛沫は空気中を漂わず、空気中で短距離（1～2メートル以内）しか到達しない。
空気感染
病原体を含む小さな粒子（５ミクロン以下の飛沫核）が拡散され、これを吸い込むことによる感染経路を指す。飛沫核は空気中に浮遊するため、この除去には特殊な換気（陰圧室など）とフィルターが必要になる。

## 主要な感染経路
以下に感染経路における感染症の例が挙げられているが、感染経路が複数ある場合があり1対1の関係ではないことに注意が必要である。

### 空気感染
飛沫核感染(ウイルスを覆っている痰や咳といった飛沫がなくなり、裸になった『飛沫核』でも活動できるウイルスによる感染
)、塵埃感染、エアロゾル感染などがある。英語は airborne transmission（空気媒介伝播）であり、省略して空気感染とも言う。空気感染は、単に、感染性を持つエアロゾルを介して伝播する感染とみる立場と、エアロゾルの中でも飛沫核による伝播に限定（飛沫核感染）する立場がある。
国際疫学会による疫学辞典では前者の定義が採用されていて、微生物エアロゾルが呼吸器に入ることで感染することと定義している。その例として、飛沫核感染、塵埃感染を挙げている。日本化学会による日本標準化学辞典（第2版）には、エアロゾル（エーアロゾルとも訳されている）とは、「煙や霧のように，気体中に固体または液体の微粒子が分散浮遊している状態の総称．このような状態を気体という分散媒に固体や液体のコロイド粒子が分散したゾルの一種とみなして，エーロゾルと名づけられた．」とある。
飛沫核感染とは、感染性病原体を含む飛沫核（droplet nuclei: 蒸発した飛沫の残留物）を介して拡散するものを指す。これらの病原体は体外で感染能を長時間維持する。空気中で水分が蒸発し5マイクロメートル以下の軽い微粒子（飛沫核）となってもなお感染能を保つものは、長期間空気中に浮遊したままであり、3フィート（91センチメートル）以上の長距離を移動し、上下気道を介して他人に感染する。空中の粒子は 5マイクロメートル以下である。そのため一般的に高いレベルの隔離が必要となる。そのため汚染を避けるためには陰圧環境が必要となる。
結核、水痘、麻疹、天然痘、帯状疱疹などは空気感染（飛沫核感染）する。これらはしばしば病棟で院内感染を起こすため感染制御が重要な疾患である。インフルエンザやコロナウイルスなどが空気感染（厳密にはエアロゾル感染に該当）を起こすか、主要な感染経路であるかは、常に議論がある。

### 飛沫感染
英語は droplet transmission（小滴感染）。これは、咳、くしゃみ、会話などで発生する呼吸飛沫（respiratory droplets）によるものであり、感染経路として一般的である。飛沫は大きいため、空気中に長時間浮遊することはできず、通常は近距離に散乱する。飛沫粒子は5マイクロメートル以上である。飛沫による感染は、目、鼻、口などの影響を受けやすい粘膜の表面に付着したとき、または汚染された表面に触れた手で顔に触ったときに発生しうる。
飛沫により感染する呼吸器系感染症病原体は、インフルエンザウイルス、パラインフルエンザウイルス、アデノウイルス、ライノウイルス、RSウイルス、ヒトメタニューモウイルス、百日咳菌、肺炎球菌、化膿レンサ球菌、ジフテリア、風疹、コロナウイルスが挙げられる。飛沫の拡散はサージカルマスクの着用によって軽減できる。
感染者の飛沫に含まれるウィルス量が多い場合、あたかも空気感染（厳密にはエアロゾル感染に該当）しているように観察される。

### 直接感染
接触感染とも呼ぶ。英語は direct contact（直接接触）。病原体を有する生体同士が直接接触することにより感染する事を言う。
典型的には皮膚と皮膚の接触、キス、性交をさす。さらに病原体をふくんだ土壌、植物との接触もさす。糞口経路については、主に間接的な接触経路とみなされるが、糞への直接接触によって感染するケースもある。
伝染性膿痂疹など皮膚疾患。医療現場ではMRSAなどの薬剤耐性菌の伝染の主要な経路である。

#### 粘膜感染
感染者の血液や体液などが目や鼻の粘膜に付着することにより感染する。感染経路は直接のものと、または媒介物を通した間接的なものがある。次の経皮感染に含める場合もある。
流行性角結膜炎など眼科疾患。

#### 経皮感染
通常、皮膚は病原体の侵入を防ぐ力を備えるが、蚊や昆虫、または犬などに刺され、または噛まれることにより病原体が体内に侵入する。寄生虫が直接体内に経皮侵入する場合もある。また、創傷や熱傷により皮膚の防御機能が失われた部分から病原体が侵入する。これらを特に経皮感染と呼ぶ場合がある。針刺し事故も経皮感染に含める立場がある。
疥癬、狂犬病、鼡咬症、エボラ出血熱、破傷風、ガス壊疽など。

#### 医原性
血液感染（交差感染）とも。注射や輸血、歯科治療といった医療行為のほか、外傷による出血が他者の目など粘膜に触れるなどして、血液中の病原体が感染を生じる。これも感染経路は直接のものと、または媒介物を通した間接的なものがある。
- MRSA、HIV、B型肝炎、C型肝炎、クロイツフェルト・ヤコブ病が代表的。
- 大量の曝露があれば梅毒も考慮される。

#### 性的感染
性的な接触感染である。粘膜感染と経口感染の側面がある。
梅毒、トキソプラズマ症、サイトメガロウイルス感染症、B型肝炎、AIDS、ヘルペスウイルス感染症、性器クラミジアなど。

#### 唾液感染
唾液を媒介として唾液中の病原体が口移しやディープキスなどにより感染する場合、特に唾液感染と言う場合もある。なお臨床感染経路分類論では歯垢感染と呼気感染は経口感染に入るが、唾液感染は入らない。虫歯菌、EBウイルスなどで唾液感染が起きる。

#### 垂直感染
母子感染、垂直伝播とも。さらに次のように分類される。
- 胎内感染(経胎盤感染・経羊水感染)： 胎盤を通る血液を通じて感染。風疹ウイルス、ヒト免疫不全ウイルス(HIV)、サイトメガロウイルスなど。
- 産道感染(経膣感染)： 出産時の出血や皮膚の擦り傷を介して感染。B型肝炎やHIVなど。
- 母乳感染： HIVや成人T細胞白血病ウイルスなど。

### 間接感染
間接接触感染（Indirect contact transmission, vehicle-borne transmission）とは、非生物との接触によって伝染する経路。食品、水、生物学的製品（血液など）、媒介物（ハンカチ、寝具、外科メス）などが挙げられる。たとえば不適切に製造された缶詰食品は、ボツリヌス菌によるボツリヌス毒素生産に適した環境を提供している。間接感染は常識となっているが、専門家によれば、帰宅後に着替え、食べ物、携帯電話、荷物をきれいにする必要はないという。

#### 経口感染
病原体に汚染された飲食物を介した感染を特に経口感染と呼ぶ場合がある。汚染原因が糞便であれば介達感染（糞口経路、後述）である。ほか、飲食物自体が感染源となり経口感染するものにBSEがある。

### ベクター感染（水平伝播）

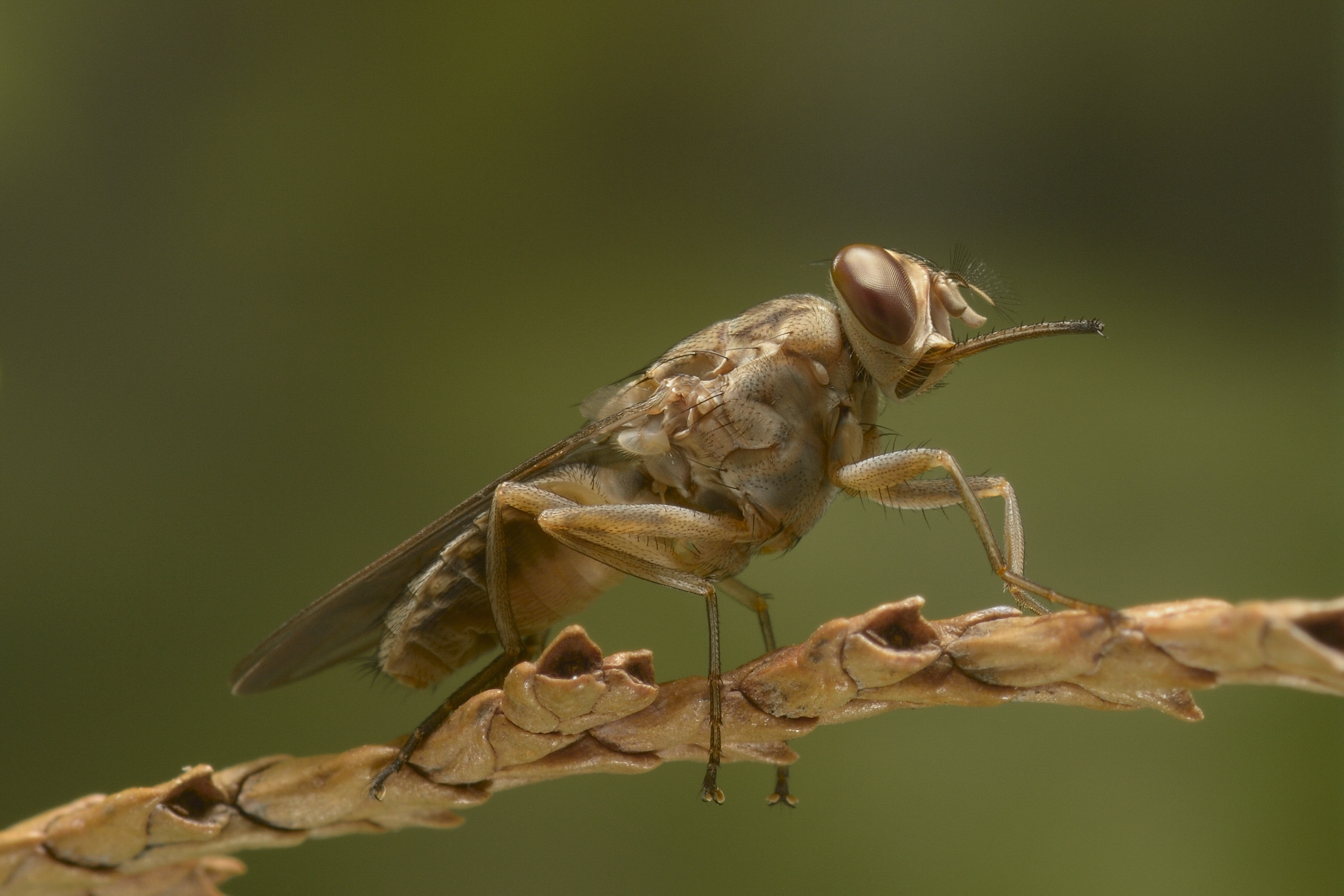
ツェツェバエ

他の動物（特に節足動物）が媒介者（ベクター）となって、伝播することで感染が成立するもの。(1) その病原体の生活環の一環として、ベクターの体内で発育、増殖し、そこから感染する場合（生物学的伝播）と、(2) 単にベクターの体表面に付着した病原体が機械的に伝播される場合（機械的伝播、機械的ベクター感染） とがある。
- (1) の例は、カによるデング熱や日本脳炎、ウエストナイル熱、黄熱、マラリアなどの昆虫媒介感染症、ダニによるクリミア・コンゴ出血熱や重症熱性血小板減少症候群（SFTS）の媒介、シラミによる発疹チフスの媒介、ネズミによるラッサ熱、南米出血熱、ハンタウイルス、ペスト、腸チフス、パラチフス、サルモネラなどの媒介。
- (2) の例は、ハエによる腸管出血性大腸菌や赤痢菌の媒介、鳥インフルエンザの鶏舎間媒介。

### 糞口経路

糞口経路

介達感染とも呼ぶ。また、経口感染の一種（水系感染、水系流行）とみる場合もある。
糞便で汚染された飲食物の経口摂取により感染が成立する。
腸管出血性大腸菌（O157など）、ブドウ球菌、腸炎ビブリオ、ボツリヌス菌、サルモネラ、腸チフス、パラチフス、細菌性赤痢、コレラ、カンピロバクター、リステリア、ピロリ菌、アメーバ赤痢、ノロウイルス、ロタウイルス、ポリオ、A型肝炎、E型肝炎、ワイル病、角結膜炎など。

## 感染経路の同定

### 病原体が同定できる場合
患者が共用する手すりや医療機器などの表面を拭って培養し(環境スクリーニング)、病原体が検出されればその物体が感染経路の一つであると推定する。さらに細菌感染症の場合、パルスフィールドゲル電気泳動により遺伝子型の近似性を調べると、水平感染の時間的順序を推定することができるため、最初に集団内に病原体が持ち込まれた経緯が分かることも少なくない。

### 病原体が同定できない場合
初期のSARSの様に、病原体が同定できない場合は、有病者と健常者をまず隔離してそれぞれの行動パターンや生活背景、さらに他人との接触歴について詳細な情報収集を行う。その中から感染の有無と相関のある因子を疫学的に割り出すことで感染経路を推定する。
例：有病者から席の離れた同室者複数に発症が見られた場合、飛沫核感染（空気感染）が疑われる、など。